# Asplenium palaciosii
Asplenium palaciosii är en svartbräkenväxtart som beskrevs av A. Rojas. Asplenium palaciosii ingår i släktet Asplenium och familjen Aspleniaceae. Inga underarter finns listade.